# اریش فرانتس اویگین براخت

مانور براخت در زایمان بریچ

اریش فرانتس اویگین براخت (آلمانی: Erich Franz Eugen Bracht؛ ‏ ۵ ژوئن ۱۸۸۲ – ۱۹۶۹) آسیب‌شناس، پزشک متخصص زنان اهل آلمان بود. وی پس از پایان تحصیلات در رشتهٔ پزشکی تا سال‌ها دستیار لودویگ آشوف در دانشگاه فرایبورگ بود. سپس به پزشکی زنان و پزشکی زایمان علاقمند شد و چند سالی به‌عنوان دستیار پزشکان متخصص در هایدلبرگ و کیل به طبابت در این حوزه پرداخت. او در سال ۱۹۲۲ دانشیار دانشگاه هومبولت برلین و چندی بعد رئیس کلینیک زنان بیمارستان مشهور شاریته شد و پس از جنگ جهانی دوم و در جریان اشغال برلین توسط نیروهای آمریکایی، پزشک ارشد زنان و زایمان بود. وی مشارکت‌های مهمی در زمینهٔ بررسی‌های آسیب‌شناختی میوکاردیت روماتیسمی انجام داد و با هرمان یولیوس گوستاف وشتر «اجسام براخت-وشتر» را توصیف کرد که آبسه‌های بسیار کوچک در ماهیچه قلب در جریان آندوکاردیت است. او همچنین بابت ابداع «مانور براخت» برای انجام آسان زایمان بریچ در سال ۱۹۳۵ میلادی شناخته می‌شود.